# Charles Duclerc
Charles Théodore Eugène Duclerc (9. listopadu 1812 Bagnères-de-Bigorre – 21. července 1888 Paříž) byl francouzský politik, v letech 1882 až 1883 premiér Francie (byl v úřadě 5 měsíců a 21 dní).

## Život
V roce 1836 byl najat jako korektor novin Le Bon Sens, avšak brzy se v nich stal redaktorem. Od roku 1838 přispíval do Revue du Progrès a získal si pověst specialisty na ekonomické otázky. V letech 1840 až 1846 psal o ekonomických problémech sloupky do listu National. Ve stejné době se podílel na tvorbě Politického slovníku, vydaného v roce 1842. Na tomto projektu spolupracoval s Laurentem-Antoinem Pagnerrem a Étiennem Garnier-Pagèsem. S Étiennovým bratrem Louisem-Antoinem sepsal knihu Histoire politique et financière de la France depuis Henri IV jusqu'à nos jours (Politické a finanční dějiny Francie od Jindřicha IV. až do současnosti).
Všichni tři tito jeho spolupracovníci byli významnými republikány a uvedli ho do republikánských politických kruhů. Díky tomu se zapojil do únorové revoluce roku 1848 a následně byl nejprve jmenován náměstkem pařížského starosty (jímž byl jeho přítel Louis-Antoin Garnier-Pagès) a poté ministrem financí v prozatímní vládě Jacquese Charlese Duponta de l'Eure.
V parlamentních volbách 23. dubna 1848 byl zvolen poslancem za Landes a 11. května 1848 byl znovu jmenován ministrem financí v kabinetu Françoise Araga. V této pozici se stavěl proti zavedení papírových peněz. Po červnových nepokojích se marně pokoušel najít kompromis s povstalci. Odmítl vyhlášení výjimečného stavu a represe proti povstalcům. Odmítl se také podílet na vládě generála Cavaignaca, který povstání potlačil. V Ústavodárném shromáždění se připojil k levici, ale byl ostrým oponentem Pierra-Josepha Proudhona, který volal po zrušení soukromého vlastnictví. V parlamentních volbách 13. května 1849, v nichž jasně zvítězila Strana pořádku, nebyl znovu zvolen. Poté odešel do Španělska, kde se pustil do průmyslového podnikání.
Po pádu Napoleona III. roku 1870 se vrátil do Francie a po vzniku třetí republiky se zapojil znovu do politického života. Ve volbách do Národního shromáždění 8. února 1871 byl zvolen poslancem a stal se předsedou parlamentní skupiny Republikánská levice (Gauche républicaine). 15. března 1875 byl zvolen místopředsedou Národního shromáždění. Ve stejném roce byl sněmovnou zvolen jedním ze 75 stálých a neodvolatelných senátorů, takže tento post držel až do roku 1882. 16. března 1876 byl zvolen místopředsedou Senátu. Po vítězství republikánů v parlamentních volbách v říjnu 1877 se připojil k Umírněným republikánům (Républicains modérés).
Ačkoliv nebyl vůdčí republikánskou osobností, prezident republiky Jules Grévy si ho v době silné rivality mezi velkými postavami republikánů vybral za předsedu vlády (k tomu si Duclerc přibral post ministra zahraničních věcí). Byl ve funkci od 7. srpna 1882 do 28. ledna 1883. Dva předchozí kabinety padly kvůli tzv. egyptské otázce. Republikánská levice odmítala podpořit vyslání francouzsko-britských expedičních sil na Střední východ s cílem potlačit vzpouru Ahmeda Urabiho. Britové, kteří měli v této věci na politické scéně jasný konsensus, byli již značně netrpěliví. Ale ani Duclercovi se nepodařilo parlament přesvědčit k podpoře vojenské operace, a tak nakonec Britové intervenovali sami. Tím skončil francouzský vliv v Egyptě a Francie natrvalo ztratila kontrolu nad důležitým Suezským průplavem. Duclerc čelil i dalším potížím v koloniální politice, k čemuž se přidaly dělnické bouře v Montceau-les-Mines a rozklížení vlády v otázce, zda vyloučit z veřejného života příslušníky rodiny Bonapartů. Nemocný a unavený Duclerc nakonec oznámil svou rezignaci 28. ledna 1883.
Dále pak pracoval v Senátu. Jules Grévy znovu uvažoval o tom, že mu svěří vedení vlády po pádu kabinetu Reného Gobleta roku 1887, ale nepřátelství radikálního tisku vůči Duclercovi nakonec přimělo prezidenta vsadit na Maurice Rouviera.